# NGC 5254
NGC 5254 ist eine 12,4 mag helle Spiralgalaxie vom Hubble-Typ Sc im Sternbild Jungfrau. Sie ist schätzungsweise 99 Millionen Lichtjahre von der Milchstraße entfernt.
Das Objekt wurde am 6. Mai 1836 von John Herschel mit einem 18-Zoll-Spiegelteleskop entdeckt, der dabei „pB, L, pmE, glbM, 2′ long, 1 3/4 broad“ notierte.